# 1,4-Diazabicyclo(2.2.2)octan
1,4-Diazabicyclo[2.2.2]octan, auch Triethylendiamin (TEDA) genannt, ist ein bicyclisches, tertiäres Amin. Die in der Technik häufig verwendete Abkürzung „DABCO“ leitet sich direkt vom offiziellen IUPAC-Namen ab und ist ein eingetragener Markenname.

## Eigenschaften
TEDA ist ein bei Raumtemperatur farbloser Feststoff, der bei 159,8 °C schmilzt. Es ist leicht löslich in Wasser. Durch den räumlichen Bau des Moleküls liegen die freien Elektronenpaare des Stickstoffs sterisch ungehindert vor, was sich in einer ausgeprägten Nucleophilie zeigt.
In der Umwelt ist TEDA persistent und mobil.

## Herstellung
TEDA wird industriell durch Umsetzung von Ethylendiamin an ZSM-5-Zeolithkatalysatoren hergestellt:
Die Verbindung kann auch durch Erhitzen von N-Hydroxyethylpiperazin erhalten werden. Stand 2024 wird die Verbindung in Europa großtechnisch von BASF hergestellt und unter dem Markennamen Lupragen N201® bzw. Lupragen N203® als Katalysator für Polyurethane vermarktet. Zahlreiche weitere industrielle Produzenten sind im Wesentlichen in Asien (v. a. China) zu finden, wie zum Beispiel Hejia Chemical, die bereits im Jahr 2000 mit der Herstellung von Triethylendiamin (TEDA) begannen.

## Verwendung
TEDA wird als Katalysator zur Herstellung von Polyurethan-Kunststoffen und als labiler Ligand oder als Base zum Beispiel bei der Baylis-Hillman-Reaktion verwendet. In der organischen Synthese dient es als Reagenz für die Spaltung von Estern, die Decarboxylierung von geminalen Diestern, zur Herstellung von Azirinen aus Vinylaziden und für zahlreiche weitere Reaktionen. 1,4-Diazabicyclo[2.2.2]octan wird außerdem als Linker für die Synthese von Metallorganischen Gerüstverbindungen eingesetzt. Darüber hinaus kann es als Opferagens in organo-elektrochemischen Transformationen dienen.

## Markenname
Die in der Technik häufig verwendete Abkürzung „DABCO“ leitet sich direkt vom offiziellen IUPAC-Namen 1,4-Diazabicyclo[2.2.2]octan ab und ist ein eingetragener Markenname des Unternehmens Evonik Industries AG für aminbasierte Katalysatoren. Technisch wird TEDA insbesondere als Katalysator zur Herstellung von Polyurethanen auch in Lösung (z. B. in Monoethylenglycol oder Dipropylenglycole) unter dem Markennamen Lupragen® vermarktet.